# Nélson Freire Lavanère-Wanderley
Nélson Freire Lavanère-Wanderley (Rio de Janeiro, 27 de outubro de 1909 — São Paulo, 30 de agosto de 1985) foi um militar brasileiro, Ministro da Aeronáutica entre abril e dezembro de 1964 e também chefe do Estado-Maior das Forças Armadas entre 1966 e 1968.
Ele recebeu dois tiros do tenente coronel Alfeu de Alcântara Monteiro em sua sala no Quartel General da 5ª Zona Aérea, em Canoas, quatro dias após o golpe de estado em 1964. Um inquérito realizado na época considerou que o Coronel Roberto Hipólito da Costa agiu em legítima defesa do brigadeiro. Em 2018, esta versão foi retificada após investigações verificarem que o tenente coronel Alfeu só utilizou sua arma após ter sido atingido por Roberto.

## Biografia

### Início de carreira
Neto paterno de Estanislau Wanderley, funcionário da alfândega e da francesa Amélie Lavanère, Nélson Freire Lavenère-Wanderley, nascido em 27 de outubro de 1909 no Rio de Janeiro, era filho do oficial do Exército Brasileiro Alberto Lavenère-Wanderley, que comandou em 1929 a 7ª Região Militar, que ficava em Recife e acabou falecendo em combate durante a Revolução de 1930 em João Pessoa, onde sua unidade tinha sido mandada, e filho de Laurentina Freire Wanderley.
Nélson cursou no Colégio Militar do Rio de Janeiro e em 1927 entrou para a Escola Militar do Realengo, onde mais tarde se tornou Tenente, quando se tornou instrutor na Escola de Aviação Militar e comandante da Esquadrilha de Treinamento do Grupo Misto de Aviação.
Em 1933 se tornou capitão, onde logo depois foi para os Estados Unidos em comissão, se tornando o primeiro oficial brasileiro a fazer um curso de formação de aviadores militares do Exército dos Estados Unidos no Air Corp Training Center, no Texas.

### Segunda Guerra Mundial
Em janeiro de 1941, foi criado o Ministério da Aeronáutica, onde se integrou ao gabinete técnico do Ministro Salgado Filho. De 1942 até 1943 ele se tornou chefe de ensino na Escola de Aeronáutica, chegando ao posto de Tenente Coronel. Durante a Segunda Guerra Mundial, em 1943, o então Tenente Coronel foi para o Mediterrâneo para o grupo inicial de oficiais junto com o General João Batista Mascarenhas de Morais para resolver questões operacionais em relação a Força Expedicionária Brasileira. Ele ficou no teatro de operações até março de 1945, onde foi oficial de ligação da FAB junto com o estado-maior das forças aéreas aliadas no Mediterrâneo. Quando o 1º Grupo de Aviação de Caça chegou na Itália, ele realizou 13 missões de guerra usando os aviões P-47 Thunderbolt do 1º GAvCa, onde fez diversas missões com outros grupos do estado-maior e esquadrilhas de outros países, ganhando grande renome entre os países aos quais ele se envolveu, em fevereiro de 1945 ele foi substituído pelo Major Dionísio Cerqueira de Taunay nas operações da Itália.
Após a guerra foi comandante do 2º Regimento de Aviação e do entro de Centro de Preparação de Oficiais da Reserva da Aeronáutica, além de também ter chefiado a Escola de Comando e Estado-Maior da Aeronáutica. Em 1950, ele voltou ao Correio Aéreo e no ano seguinte ele integrou a delegação brasileira na 4ª Reunião de Consulta de Ministros das Relações Exteriores, que ocorreu na capital americana, Washington D.C., em meio a crise que gerou a Guerra da Coréia.

### Pós-guerra
Entre 1951 e 1956 ele se tornou comandante do Comando de Transporte Aéreo, onde mais tarde se juntou a embaixada do Brasil em Buenos Aires e também em Montevidéu. Onde foi promovido para brigadeiro do ar em 1956.
Quando estava na chefia do Núcleo de Comando da Zona de Defesa Norte, ele participou do golpe militar em 31 de março de 1964, onde ele veio a assumir o comando da 5ª Zona Aérea, onde ele se desentendeu com o Tenente Coronel Alfeu Monteiro que era a favor do governo de João Goulart, deposto no golpe de 1964. Onde Monteiro disparou 5 tiros em Wanderley, acertando dois, chegando na sala onde isso estava acontecendo, oficiais e sargentos atiraram contra o agressor Tenente Coronel Monteiro, que acabou morrendo no local. Wanderley saiu ferido do atentado e foi encaminhado ao hospital.

### Ministro da Aeronáutica
Foi nomeado no dia 20 de abril de 1964 para assumir como Ministro da Aeronáutica durante o governo do então presidente Castelo Branco. No mês de dezembro ele se reuniu com o presidente e com o Ministro da Marinha para tratar do caso de um helicóptero da Marinha que havia sido atacado por metralhadoras por ordem de alguns oficiais no Rio Grande do Sul.
Este ocorrido aconteceu por conta de uma disputa entre a Aeronáutica e a Marinha pelos aviões que ficariam no porta-aviões Minas Gerias, essa tensão já estava acontecendo desde o início do governo de Juscelino Kubitschek, em 1956, por conta de altas tensões foi dito que isso seria decidido pelo Executivo, por não concordar disso Wanderley se exonerou do cargo no dia 14 de dezembro de 1964. A crise só ficaria sanada em maio de 1965, quando o presidente Castelo Branco determinou que seria responsabilidade da Aeronáutica escolher os pilotos para as aeronaves no porta-aviões, enquanto pelo Decreto nº 55.627 a Marinha teria o controle das aeronaves em sua embarcação.

### Pós-ministério e morte
Entre abril de 1966 e abril de 1968 ele se tornou chefiar do EMFA onde estudava a reestruturação entre os ministérios militares e criar um Ministério da Defesa, o que só veio a acontecer durante o governo FHC. No mês de fevereiro de 1967, ele participou da 11ª Reunião de Consulta das Relações Exteriores e também da 3ª Conferência Interamericana Extraordinária como subchefe da delegação brasileira escolhida para as reuniões. Onde no mesmo ano ele entrou na assessoria militar do Brasil na Organização das Nações Unidas, no estado de Nova Iorque. No ano seguinte ele saiu do cargo e foi para a reserva.
Após se aposentar ele se tornou membro de diversos grupos históricos, geográficos e militares em todo o Brasil e em algumas partes do mundo, como o Instituto de Geografia e História Militar do Brasil onde foi vice presidente, membro do Instituto Histórico e Geográfico do estado da Guanabara e da Royal Aeronautical Society e entre outros grupos.
Ele veio a falecer no dia 30 de agosto de 1985 em São Paulo. No ano seguinte em 12 de junho de 1986 ele foi homenageado postumamente como patrono do Correio Aéreo Nacional.

## Vida pessoal
Ele se casou com Sofia Helena Dodsworth Wanderley em 1938 e teve sete filhos com ela, que lhes deram dezenove netos e quatro bisnetos.

## Livros publicados
Em meio a sua carreira militar ele arrumava um tempo para escrever, com isso ele escreveu e publicou diversos livros. Segue a lista:
- Curso de navegação aérea (1940);
- A Força Aérea Brasileira na campanha da Itália (1945);
- Aviação de caça (1946);
- História da Força Aérea Brasileira (1967 e 2ª edição em 1975);
- Estratégia militar e desarmamento (1970).

## Promoções
Tornou-se aspirante-a-oficial em 21 de janeiro de 1930; segundo-tenente em 24 de julho de 1930; primeiro-tenente em 13 de agosto de 1931; capitão em 16 de junho de 1933; major em 24 de maio de 1940; tenente-coronel em 13 de dezembro de 1943; coronel em 26 de novembro de 1948; brigadeiro em 17 de março de 1956; major-brigadeiro em 27 de setembro de 1960.